# Тай Зігель
Тай Зігель (англ. Ty Ziegel), повне ім'я Тайлер В. Зігель (Tyler W. Ziegel, 1982—2012) — сержант морської піхоти США, який отримав сильні опіки обличчя під час війни в Іраку. Нагороджений медаллю «Пурпурове серце».

## Біографія
Народився Тай Зігель (Ty Ziegel) у 1982 році в місті Пеорія, штат Іллінойс, в сім'ї будівельника Джеффа (Jeff Ziegel) і його дружини, офіціантки Беккі Зігель (Becky Ziegel). Він був старшим з двох синів в сім'ї, після закінчення школи Тай вступив в армію, і в 2003 році він потрапив до Іраку в складі частини морських піхотинців.
22 грудня 2004 року армійська вантажівка, на якій сержант Зігель і ще шість піхотинців патрулювали околиці Ель-Кайма на північному заході Іраку, був протаранений начиненим вибухівкою автомобілем терориста-смертника. Тай вижив, але отримав серйозні каліцтва: ліва рука була ампутована нижче ліктя, три пальці правої руки були відірвані, на місце великого пальця був пересаджений великий палець ноги. Зігель осліп на одне око, позбувся вух, носа і губ; в його черепі застрягла шрапнель, над бровами залишився отвір в кістці черепа. Після 30 хірургічних операцій втрачені частини обличчя так і не вдалося відновити — воно виявилося повністю спотвореним.
7 жовтня 2006 року, незабаром після виписки з госпіталю, Тайлер Зігель одружився з Рені Клайн (Renee Kline), з якою зустрічався до відправки в Ірак. Вони побралися ще під час короткої відпустки Тая, коли у Рені загинув батько, розбившись на мотовсюдиході. Весілля Тайлера і Рене, яке активно висвітлювалося в пресі, викликало в США широкий громадський резонанс. На весіллі була присутня відомий американський фотограф Ніна Берман, яка зробила серію знімків, один з яких отримав перший приз серед портретів на конкурсі World Press Photo.
Через рік після весілля Зігель і Клайн розлучилися. Причиною розлучення, за їхніми словами, була поспішність, з якою вони одружилися, і необдуманість цього рішення.
26 грудня 2012 року Тай Зігель помер. Як повідомлялося в новинах, причиною смерті став удар при падінні на лід, внаслідок якого він ударився у незахищену частину рани на голові. На початку травня 2013 року, після розслідування обставин смерті, коронер графства Пеорія Джонна Інгерсол (Johnna Ingersoll) заявила, що Тай Зігель помер не від удару об лід, а від алкогольної та наркотичної інтоксикації. Аналізи показали, що рівень алкоголю в крові Зігель дорівнював 0,123 % BAC (1,23 проміле), а рівень морфіну, який показує наявність героїну, склав 540 нг/мл. Жодне з цих значень не приводить до летального результату саме по собі — причиною смерті, за заявою Інгерсол, стало саме змішання цих речовин.